# Церковь Святого Георгия (Лимасол)
Церковь Святого Георгия (Геворга; арм. Սուրբ Գևորգ եկեղեցի) — храм Армянской апостольской церкви в городе Лимасол, Республика Кипр.

## История
Лимасол является вторым по величине городом Кипра. Хотя у него и небольшая армянская диаспора — всего 1250 человек, но у них есть собственная церковь Святого Геворга и начальная школа.
Церковь Святого Георгия была построена в 1939 году. Храм не имеет собственного священника, поэтому каждые две недели из Ларнаки приезжает армянский священнослужитель и проводит богослужения. В 1951 году на базе церкви была открыта армянская школа. В своё время она была отремонтирована, однако, на данный момент требуется строительство новой.

## Галерея

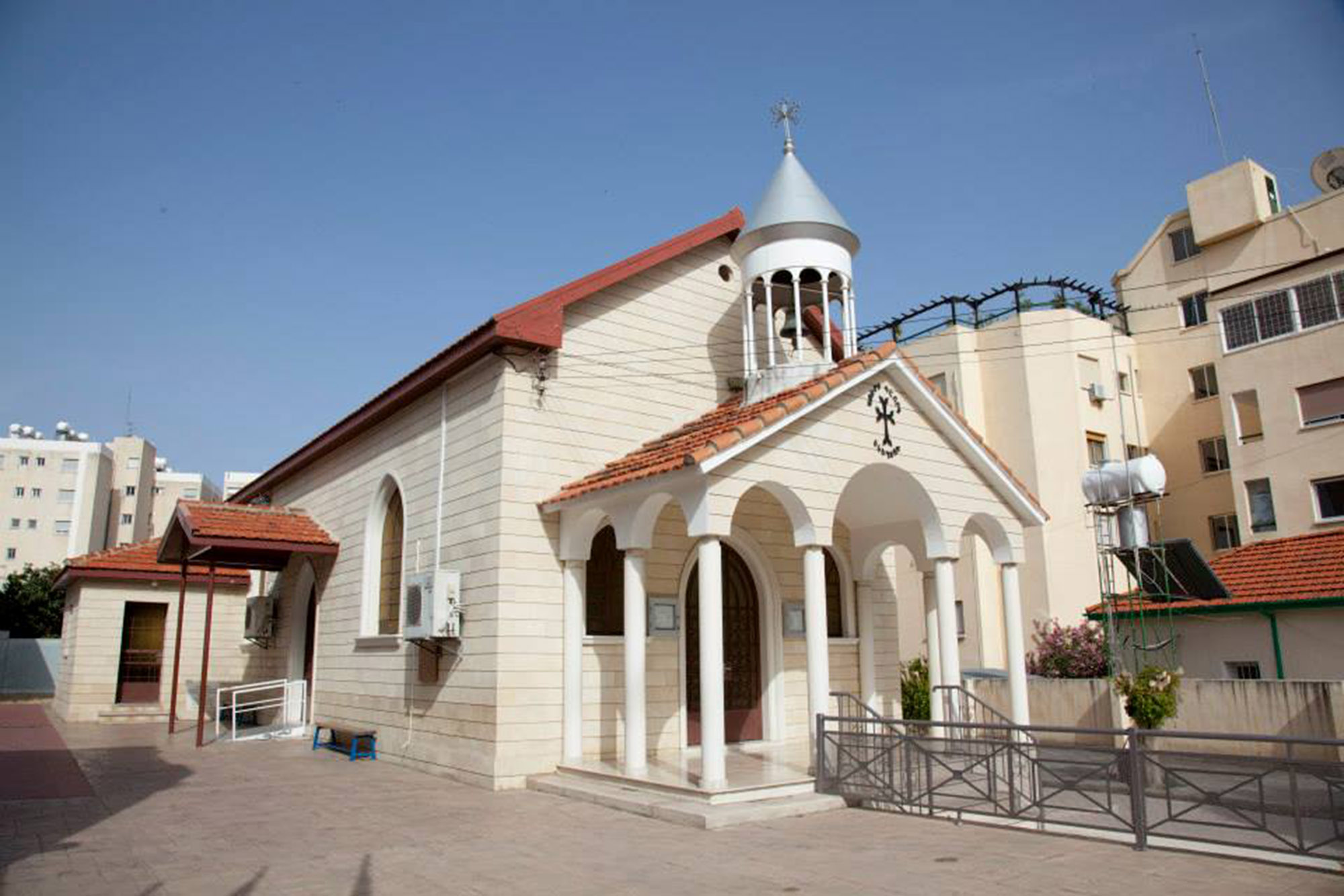
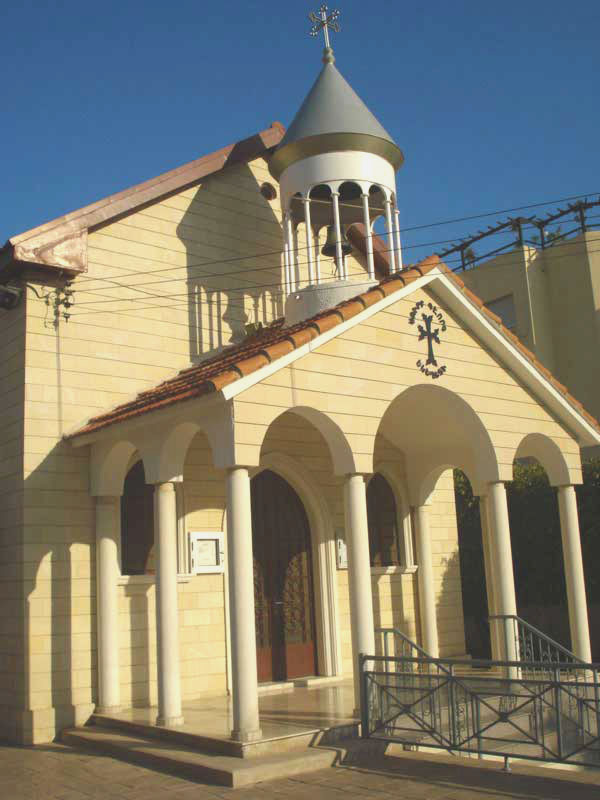